# Kuvahara Jaszujuki
Kuvahara Jaszujuki (Hirosima, 1942. december 22. – 2017. március 1.) japán válogatott labdarúgó.

## Pályafutása
1965–1972 között a Toyo Industries klub tagja volt. Ezen hét év alatt 94 mérkőzésen 53 gólt rúgott klubjában.

### Válogatottként
1966-ban debütált a japán labdarúgó-válogatottban. A válogatottban 12 mérkőzésen 5 gólt szerzett Japánnak. A japán válogatott tagjaként részt vett az 1968. évi nyári olimpiai játékokon. Az 1968-as olimpiai játékokban Japán bronzérmes lett.

## Statisztika
| Japán válogatott | Japán válogatott | Japán válogatott |
| Időszak          | Mérk.            | gól              |
| ---------------- | ---------------- | ---------------- |
| 1966             | 4                | 2                |
| 1967             | 1                | 1                |
| 1968             | 2                | 1                |
| 1969             | 4                | 1                |
| 1970             | 1                | 0                |
| Összesen         | 12               | 5                |

## Sikerei

### Válogatottként
- 1968. évi nyári olimpiai játékok: bronzérem

### Klubban
- Japán labdarúgó-bajnokság (első osztály): 1965, 1966, 1967, 1968, 1970
- Császár Kupa: 1962, 1965, 1967, 1969

## Fordítás
- Ez a szócikk részben vagy egészben  a   Yasuyuki Kuwahara című német Wikipédia-szócikk ezen változatának fordításán alapul.  Az eredeti cikk szerkesztőit annak laptörténete sorolja fel. Ez a jelzés csupán a megfogalmazás eredetét és a szerzői jogokat jelzi, nem szolgál a cikkben szereplő információk forrásmegjelöléseként.